# 34125 Biancospino
34125 Biancospino este o planetă minoră (asteroid) din centura de asteroizi. A fost descoperită pe 23 august 2000 la Osservatorio Astronomico di Gnosca⁠(d) de Stefano Sposetti⁠(d). 
Obiectul prezintă o orbită caracterizată de o semiaxă mare de 3,1667318 UAi, o excentricitate de 0,17, o înclinație de 1,71901 ° în raport cu ecliptica.